# П'ять золотих драконів
П'ять золотих драконів (англ. Five Golden Dragons) — британський бойовик 1967 року.

## Сюжет
Під час своєї подорожі по Гонконгу Боб Мітчелл випадково опиняється в центрі кримінальних розборок між бандою «П'ять золотих драконів» та місцевими бандитами.

## У ролях
| Актор           | Роль            |
| --------------- | --------------- |
| Роберт Каммінгс | Боб Мітчелл     |
| Маргарет Лі     | Магда           |
| Руперт Девіс    | комісар Сандерс |
| Клаус Кінскі    | Герт            |
| Марія Ром       | Інгрід          |
| Зігхардт Рупп   | Петерсон        |
| Рой Чао         | інспектор Чао   |
| Брайан Донлеві  | Дракон 3        |
| Ден Дюрьі       | Дракон 1        |
| Крістофер Лі    | Дракон 4        |
| Джордж Рафт     | Дракон 2        |
| Марія Перші     | Маргрет         |
| Юкарі Іто       | співачка        |
| Роберт Рітті    | Герт (голос)    |